# Liste der Pfarren im Dekanat Spitz
Das Dekanat Spitz ist ein Dekanat der römisch-katholischen Diözese St. Pölten.

## Pfarren mit Kirchengebäuden und Kapellen
| Pfarre                           | Ink.           | Seit              | Patrozinium             | Kirchengebäude und Kapellen                                  | Bild |
| -------------------------------- | -------------- | ----------------- | ----------------------- | ------------------------------------------------------------ | ---- |
| Aggsbach Markt                   |                | 1632              | Mariä Himmelfahrt       | Pfarrkirche Aggsbach Markt                                   |      |
| Albrechtsberg                    |                | 1332              | Mariä Stiegen           | Pfarrkirche Albrechtsberg                                    |      |
| Els                              |                | 1332              | Hl. Pankratius          | Pfarrkirche Els                                              |      |
| Emmersdorf                       |                | 1336              | Hl. Nikolaus            | Pfarrkirche Emmersdorf Marktkapelle Emmersdorf               |      |
| Heiligenblut in Niederösterreich |                | 1784              | Hl. Andreas             | Pfarr- und Wallfahrtskirche Heiligenblut in Niederösterreich |      |
| Kirchschlag                      |                | 1784              | Hl. Nikolaus            | Pfarrkirche Kirchschlag                                      |      |
| Kottes                           | Göttweig (OSB) | um 1120           | Mariä Himmelfahrt       | Pfarrkirche Kottes                                           |      |
| Maria Laach am Jauerling         |                | 1688              | Mariä Heimsuchung       | Wallfahrtskirche Maria Laach                                 |      |
| Mühldorf-Niederranna             |                | 1219              | Hl. Margareta           | Pfarrkirche Niederranna                                      |      |
| Ottenschlag                      |                | 1340              | Hl. Jakobus der Ältere  | Pfarrkirche Ottenschlag                                      |      |
| Purk                             | Göttweig (OSB) | um 1400, neu 1784 | Hl. Martin              | Pfarrkirche Purk                                             |      |
| Raxendorf                        |                | 1734              | Hl. Gotthard            | Pfarrkirche Raxendorf                                        |      |
| Spitz                            |                | 1229              | Hl. Mauritius           | Pfarrkirche Spitz Filialkirche Schwallenbach                 |      |
| St. Johann in Großheinrichschlag |                | 1294              | Hl. Johannes der Täufer | Pfarrkirche Großheinrichschlag                               |      |
| Weinzierl am Walde               |                | 1788              | Hl. Josef               | Pfarrkirche Weinzierl am Walde                               |      |
| Weiten                           |                | 1050              | Hl. Stephanus           | Pfarrkirche Weiten                                           |      |
| Weißenkirchen in der Wachau      |                | 1632              | Mariä Himmelfahrt       | Pfarrkirche Weißenkirchen in der Wachau                      |      |
| Wösendorf                        |                | 1784              | Hl. Florian             | Pfarrkirche Wösendorf Filialkirche St. Michael               |      |

## Dekanat Spitz
Das Dekanat umfasst 18 Pfarren.

## Dechanten
- 1899–1911 Josef Beimberger, Pfarrer von Emmersdorf
- 1911–1917 Lambert Strohmer, Pfarrer von Spitz
- 1917–1922 Anton Bruckner, Pfarrer von Spitz
- 1923–1954 Johann Riedl, Pfarrer von Spitz
- 1954–1963 Johann Pleichl, Pfarrer von Emmersdorf
- 1963–1979 Johann Schindl, Pfarrer von Spitz[1]
- 1979–2006 Josef Kaiserlehner, 1969–2011 Pfarrer von Emmersdorf[2]
- 2006–2008 Franz Richter, Pfarrer in Weißenkirchen in der Wachau und Titularpfarrer von Wösendorf[3]
- 2008–2012 P. Alfons Möstl, Pfarrer in Kottes und Purk[4]
- 2012–2017 P. Benedikt Triebl, Moderator in Raxendorf, Heiligenblut und Weiten[5]
- seit 2017 Richard (P. Othmar)[6] Hojlo, Moderator in Aggsbach-Markt[7]